# Micantulina pseudomicantula
Micantulina pseudomicantula är en insektsart som först beskrevs av Knight 1966.  Micantulina pseudomicantula ingår i släktet Micantulina och familjen dvärgstritar. Arten har ej påträffats i Sverige. Inga underarter finns listade i Catalogue of Life.